# Leri Gogoladze
Leri Davidovič Gogoladze (in georgiano ლერი გოგოლაძე?; Tbilisi, 1º aprile 1938) è un ex pallanuotista sovietico, vincitore di una medaglia d'argento all'olimpiade di Roma 1960.